# Stevnstrup
Stevnstrup is een plaats in de Deense regio Midden-Jutland, gemeente Randers, en telt 1551 inwoners (2007).